# Богданов, Вадим Андреевич
Вади́м Андре́евич Богда́нов (род. 26 марта 1986 года, Ленинград, СССР) — российский гандболист, вратарь клуба ЦСКА.

## Карьера
Играл в составе клубов «Чеховские медведи» (2007—2010), «Университет Лесгафта-Нева» (2010—2012), «Динамо» Минск (2012—2014). В 2014—2023 годах играл за польский клуб «Азоты-Пулавы». Летом 2023 года перешёл в ЦСКА. В октябре 2023 года после успешного матча против «Зенита» (12 сейвов после 32 бросков) был признан лучшим игроком третьего тура группового этапа SEHA League 2023/24.
В составе сборной России участвовал в чемпионатах мира 2013 и 2015 года и в чемпионатах Европы 2010, 2012, 2014 и 2016 года, чемпионате мира (до 21 года) 2007 и чемпионате Европы (до 18 лет) 2004.

## Награды
- чемпион России — 2008, 2009, 2010, 2024
- вице-чемпион России — 2011, 2012, 2025

- чемпион Белоруссии — 2013

- бронзовый призёр чемпионата Польши — 2015, 2016, 2017, 2018, 2021, 2022

- Победитель Суперкубка России: 2023, 2024
- Победитель Кубка России: 2024, 2025